# The Race (film 1916)
The Race è un film muto del 1916 diretto da George H. Melford e interpretato da Victor Moore, Anita King, Robert Bradbury e William Dale.

## Trama
James Grayson senior non apprezza lo stile di vita di suo figlio Jimmy, così lo disereda e lo butta fuori di casa. Il giovanotto non si perde d'animo: con l'aiuto di Grace Van Dyke, che di mestiere fa la chaffeur, trova lavora in un garage. Insieme ad Andrew, il padre della ragazza, Jimmy inventa un nuovo motore d'automobile per il cui brevetto ci vuole però qualche tempo. Intanto, Jimmy deve regolare i suoi debiti e, per sanarli, si iscrive a una corsa automobilistica transcontinentale - alla quale partecipa anche Grace - il cui primo premio è di diecimila dollari. Jimmy sta per vincere, ma scopre che anche Andrew è pieno di debiti. Decide così di far passare avanti Grace, che, con i soldi viti, può saldare il debito del padre. Lui, invece, al traguardo viene arrestato. Per fortuna, giunge anche il brevetto del motore e, con i guadagni delle royalty, Jimmy avrà il denaro che gli serve.

## Produzione
Il film, prodotto dalla Jesse L. Lasky Feature Play Company, venne girato a New York e a San Francisco.

## Distribuzione
Il copyright del film, richiesto dalla Jesse L. Lasky Feature Play Co., fu registrato il 25 marzo 1916 con il numero LP7911.
Distribuito dalla Paramount Pictures, il film uscì nelle sale statunitensi il 6 aprile 1916.
Non si conoscono copie ancora esistenti della pellicola che viene considerata presumibilmente perduta.